# Vienne-la-Ville

Vienne-la-Ville este o comună în departamentul Marne, Franța. În 2009 avea o populație de 184 de locuitori.